# ریک هیلیر
ریک هیلیر (انگلیسی: Rick Hillier؛ زادهٔ ۱۹۵۵ (۶۹–۷۰ سال)) ژنرال بازنشسته نیروهای مسلح کانادا است که از ۴ فوریه ۲۰۰۵ تا ۱ ژوئیه ۲۰۰۸ به عنوان رئیس ستاد دفاع کانادا فعالیت می‌کرد. او پیش از این از ۳۰ مه ۲۰۰۳ تا زمان ارتقاء به رئیس دفاع، به عنوان فرمانده ارتش کانادا خدمت می‌کرد.
از ۲۳ نوامبر ۲۰۲۰ تا ۳۱ مارس ۲۰۲۱، هیلیر بر گروه ویژه واکسیناسیون استان انتاریو در پاسخ به همه‌گیری کووید-۱۹ در انتاریو نظارت داشت.